# السوقنة
السوقنة هي عملية إعادة هيكلة تمكن المؤسسات المملوكة للدولة من العمل كشركات موجهة نحو السوق عن طريق تغيير البيئة القانونية التي تعمل فيها.
ويجري تحقيق ذلك من خلال خفض الدعم الحكومي، وإعادة الهيكلة التنظيمية للإدارة (خصخصة الإدارة)، واللامركزية، وفي بعض الحالات الخصخصة الجزئية. ويقال إن هذه الخطوات تؤدي إلى إنشاء نظام سوق فعال من خلال تحويل مؤسسات الدولة السابقة للعمل تحت ضغط السوق كمؤسسات تجارية مملوكة للدولة.

## الأوجه

### حلول السوقنة للعوامل الخارجية للحكومة والسوق
تسعى الحكومة هنا إلى حل العوامل الخارجية المتعلقة بالسوق والحكومة من خلال حلول قائمة على السوق وليس من خلال الوسائل الإدارية المباشرة. ويرى المؤيدون أن العوامل الخارجية للتلوث في السوق يمكن معالجتها من خلال بيع رخص التلوث للشركات والمؤسسات، وبالتالي السماح للسوق «برؤية» المعلومات و«إدراك» الضرر الناجم عن السماح للسوق بنقل تكاليف التلوث إلى المجتمع. ويجري تقديم ذلك كبديل للوسائل الإدارية المباشرة، حيث تستخدم الحكومة وسائل القيادة والسيطرة لتوجيه مؤسسات الدولة والشركات الخاصة للامتثال للمبادئ التوجيهية.

### سوقنة الفروع الحكومية
غالبًا ما يوصف ذلك بأنه «الفيدرالية التنافسية» أو «الحكومة المحدودة». ويرى المؤيدون أن أداء الأسواق أفضل من أداء الإدارة الحكومية. لذلك تسعى السوقنة إلى جعل الوكالات والفروع الحكومية تتنافس مع بعضها البعض عندما تكون الفروع والوكالات الحكومية ضرورية للغاية (أي الوكالات والفروع المتبقية التي لم تجري خصخصتها أو تحريرها). مثلًا يرى المؤيدون أن نظام القسائم للتعليم العام من شأنه أن يجعل المدارس العامة تتنافس مع بعضها البعض، مما يجعلها أكثر مساءلة وكفاءة.

## النظرية
رأى منتقدو العولمة والخصخصة والتحرير أنه من غير الممكن تحقيق التوازن بين القوى المعنية في غياب الضوابط الحكومية الرئيسية. وهم يجادلون بأن السوقنة يمكن أن تؤدي إلى إخفاق السوق.
ويعتقد مفكرو السوق الحرة مثل هايك وفريدمان وفون ميسس أن الأسواق يمكن أن تعمل مع قدر أقل بكثير من التنظيم الحكومي. ومن وجهة نظرهم فإن الجمع بين التحرير والخصخصة والسوقنة يضمن وفاء العولمة بوعود السلام والرخاء والتعاون التي وعد بها مفكروها وفلاسفتها الليبراليون. ويقول المؤيدون دون السوقنة يمكن للعوامل الخارجية التي أنشأتها الحكومة أن تشوه المعلومات المتاحة للسوق مما يجعل السوق لا يدار كما ينبغي.

## أمثلة
يقدم ميلتون فريدمان أمثلة على الشكل الذي يمكن أن تبدو عليه الحلول الحكومية للسوقنة. ويعمل نظام القسيمة المدرسية الذي اقترحه فريدمان على تعزيز المنافسة بين المدارس العامة (والخاصة) وبالتالي خلق حل قائم على السوق للقضايا التعليمية. وتتغلغل هذه الظاهرة الآن في التعليم العالي بشكل عام، حيث تشير الأبحاث إلى أنه بدلاً من أن يُنظر إلى الطلاب على أنهم متعلمون، يُنظر إليهم الآن على أنهم عملاء، وبالتالي هم عنصر حاسم في نموذج الأعمال في العديد من الجامعات.